# Todd Hardy
Pour les articles homonymes, voir Hardy.
Todd Hardy (né le 17 mai 1957 en Colombie-Britannique - mort le 28 juillet 2010  à Whitehorse au Yukon) est un charpentier, syndicaliste et homme politique canadien. Député du Nouveau Parti démocratique du Yukon (NPD), il a été chef de l'opposition officielle à l'Assemblée législative du Yukon de 2002 à 2006.
Il est l'un des fondateurs de Habitat for Humanity au Yukon.

## Début de carrière
Charpentier, Hardy devient[Quand ?] ingénieur d'affaires pour le local 2499 de la United Brotherhood of Carpenters and Joiners of America (en). Il est également enseignant de karaté et l'implique dans le hockey mineur. Il se marie[Quand ?] avec Louise Hardy.

## Carrière politique
Il est élu comme représentant de la circonscription de Whitehorse Centre à l'Assemblée législative du Yukon lors de l'élection générale yukonnaise de 1996. Il est reconduit de justesse en 2000.
Il devient le chef du NPD en 2002 et gagne ses élections la même année.
En août 2006, il déménage à Vancouver pour être soigné contre la leucémie. Il participe à l'élection de 2006 à partir de son lit d'hôpital, effectuant presque tous les jours des conférences téléphoniques avec des journalistes et des candidats pour le NPD. Il retourne à Whitehorse une semaine avant le vote et est élu. Cependant, son parti ne gagne que trois sièges et est relégué au rang de tiers parti.
Il poursuit son mandat malgré des déplacements fréquents hors de la province pour être traité contre sa maladie. Le 5 février 2009, il annonce son intention de céder sa place comme chef du parti. Le 26 septembre 2009, il est remplacé à la tête du NPD par Elizabeth Hanson.
Todd Hardy poursuit son travail jusqu'au printemps 2010. Il meurt à la maison entouré des siens à l'âge de 53 ans.